# Manoir de Kernoël
Le manoir de Kernoël est un édifice situé à Île-d'Arz en France.

## Localisation
Le manoir est situé sur le territoire de la commune de Île-d'Arz, au lieu-dit Kernoël, dans le département du Morbihan en région Bretagne.

## Description
Le manoir date du XVIe siècle. Logis en pierre de taille de granite, à un étage carré et comble simple, élévation à une travée, toiture à longs pans à pignon découvert. Communs en alignement en pierre de taille, à comble à surcroît, couvert d'un toit à longs pans à pignon découvert. Tour d'angle en moellons, couverte d'un toit en appentis. Colombier de plan circulaire en moellon, avec granite en couverture, lanternon couvert en ardoise d'un toit polygonal. Communs au sud en moellon, à comble à surcroît, couvert d'un toit à longs pans à pignon découvert.

## Historique
Manoir mentionné en 1440, propriété d'Anthoine Lehen. De cette époque, il ne subsiste peut-être que la tour située à l'extrémité sud des communs. Logis et communs en alignement, probablement construits pour la famille Le Cloërec, datent de la fin du XVIe siècle ou du début du XVIIe siècle. Devenu propriété du séminaire de Vannes au XIXe siècle, il est transformé en ferme : dépendance agricole à la fin du XVIIIe siècle ou au début du XIXe siècle. Au XVIe siècle, le colombier dépendait du prieuré saint Georges.
Il est inscrit à l'inventaire général du patrimoine culturel.

## Galerie

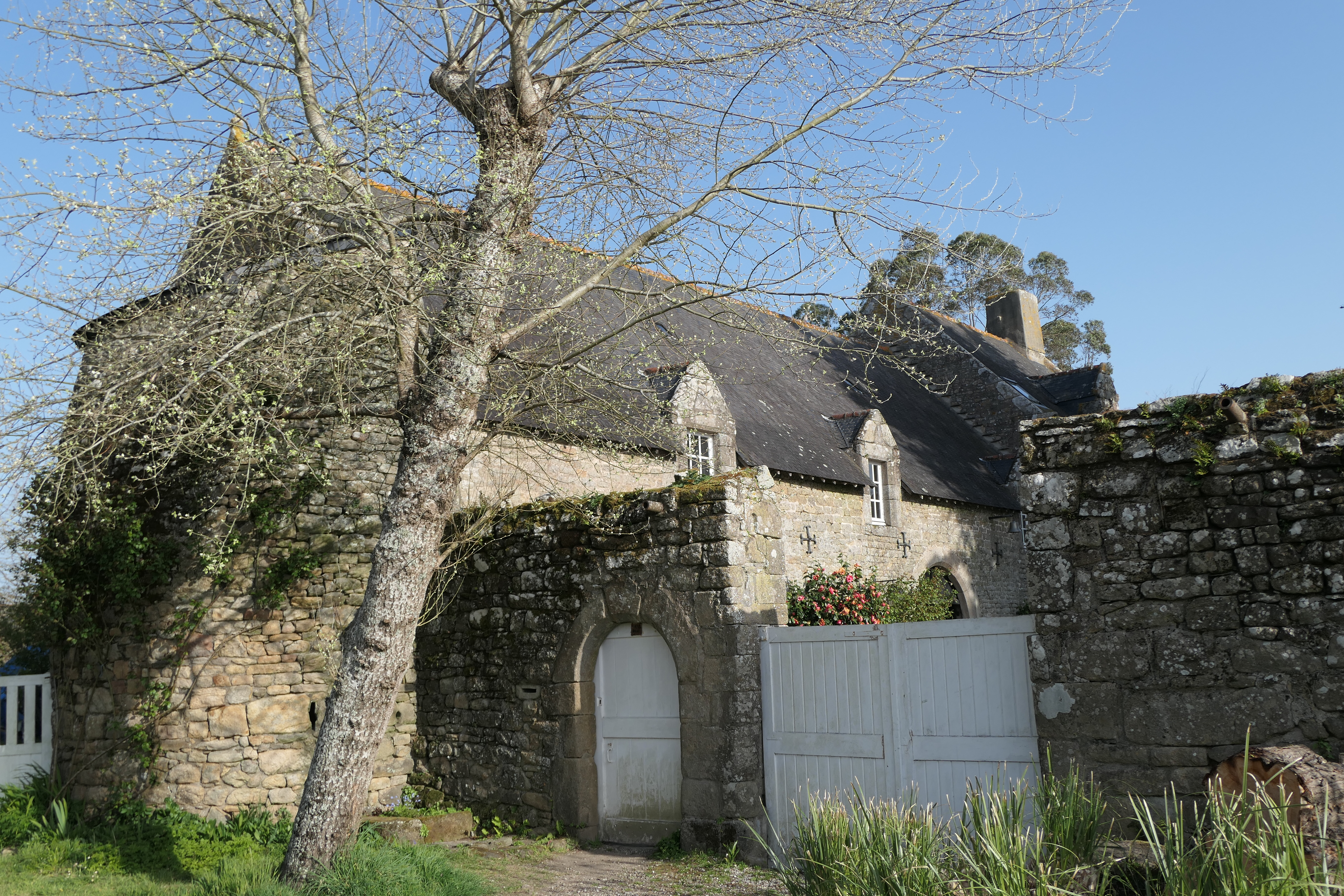
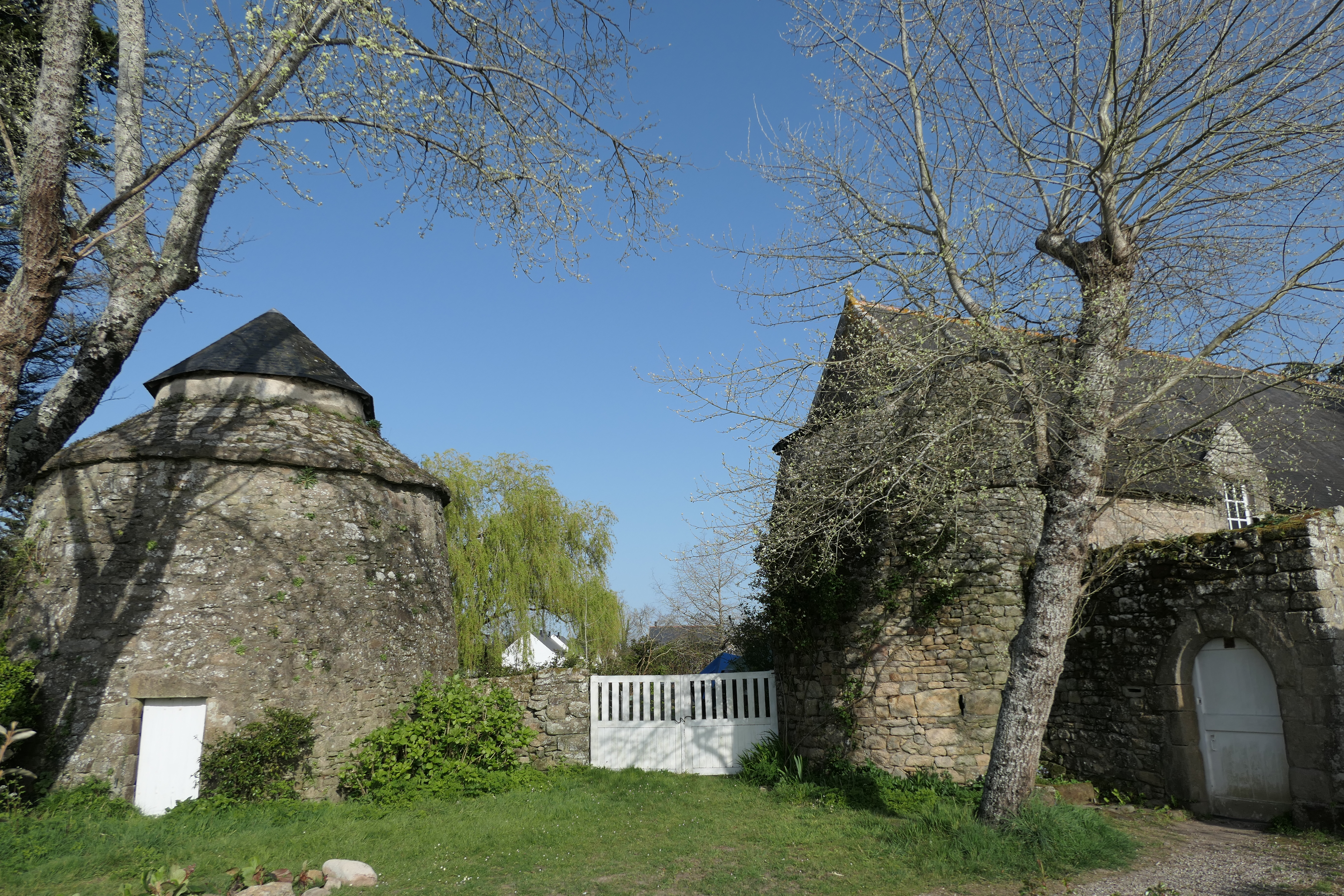
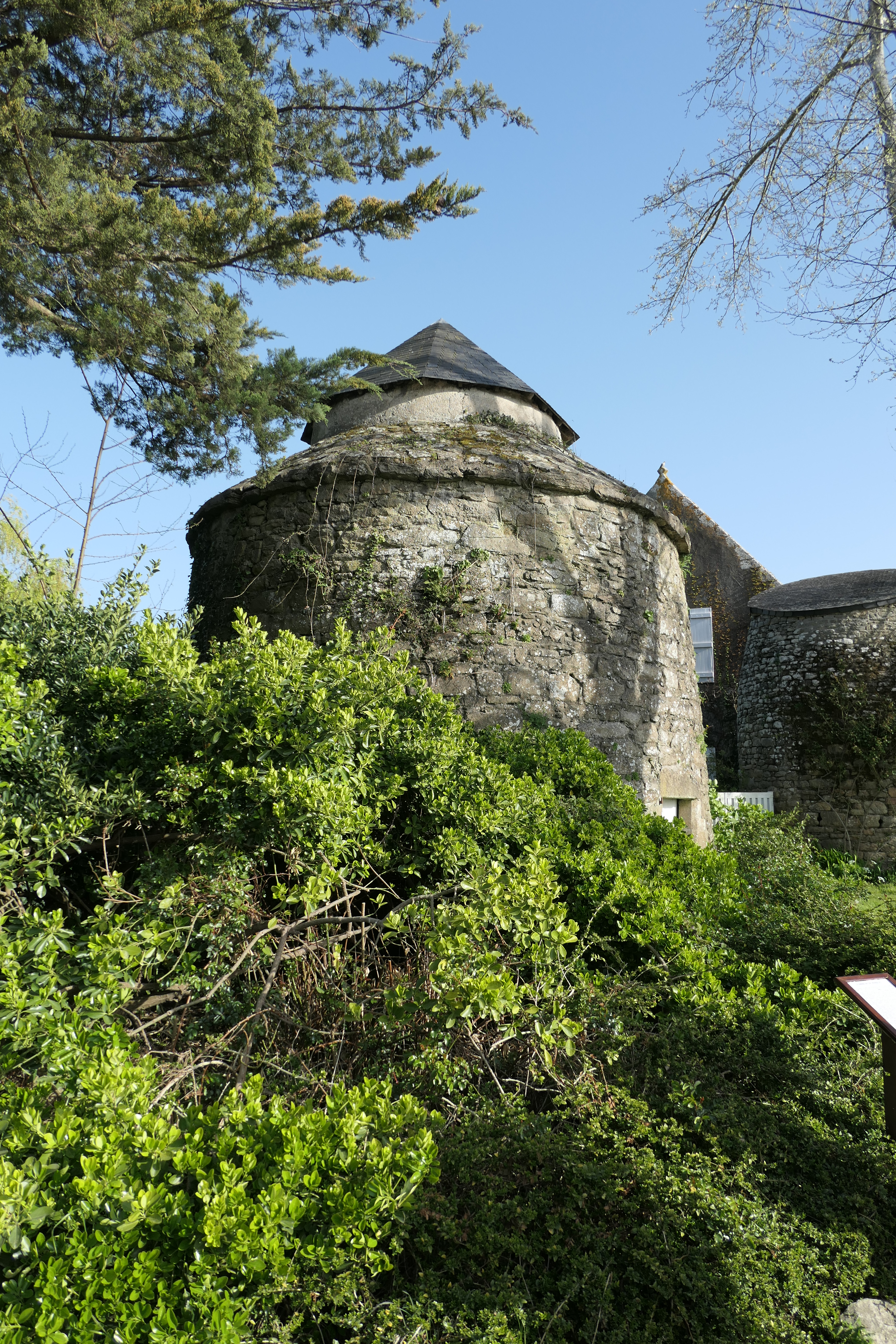
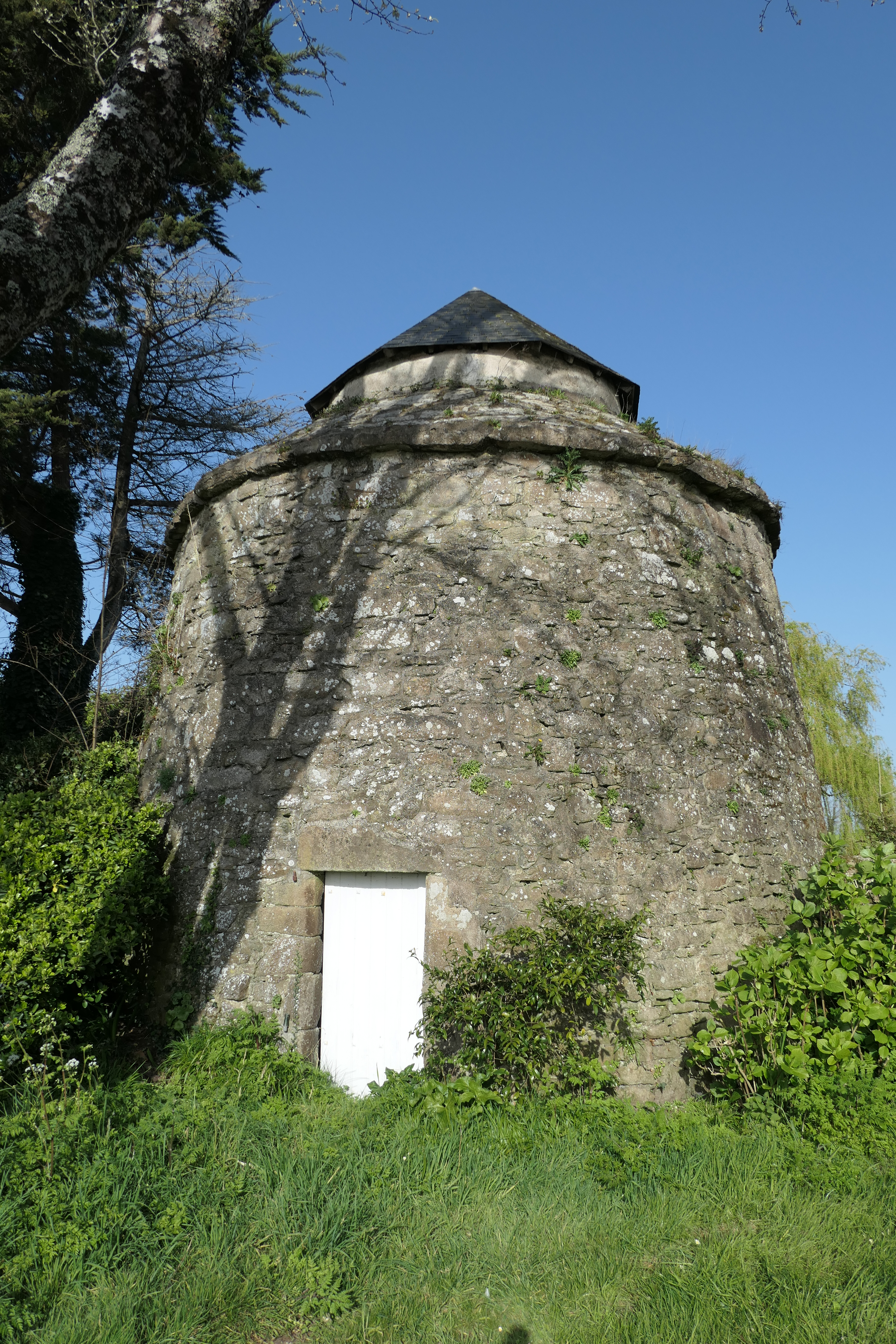
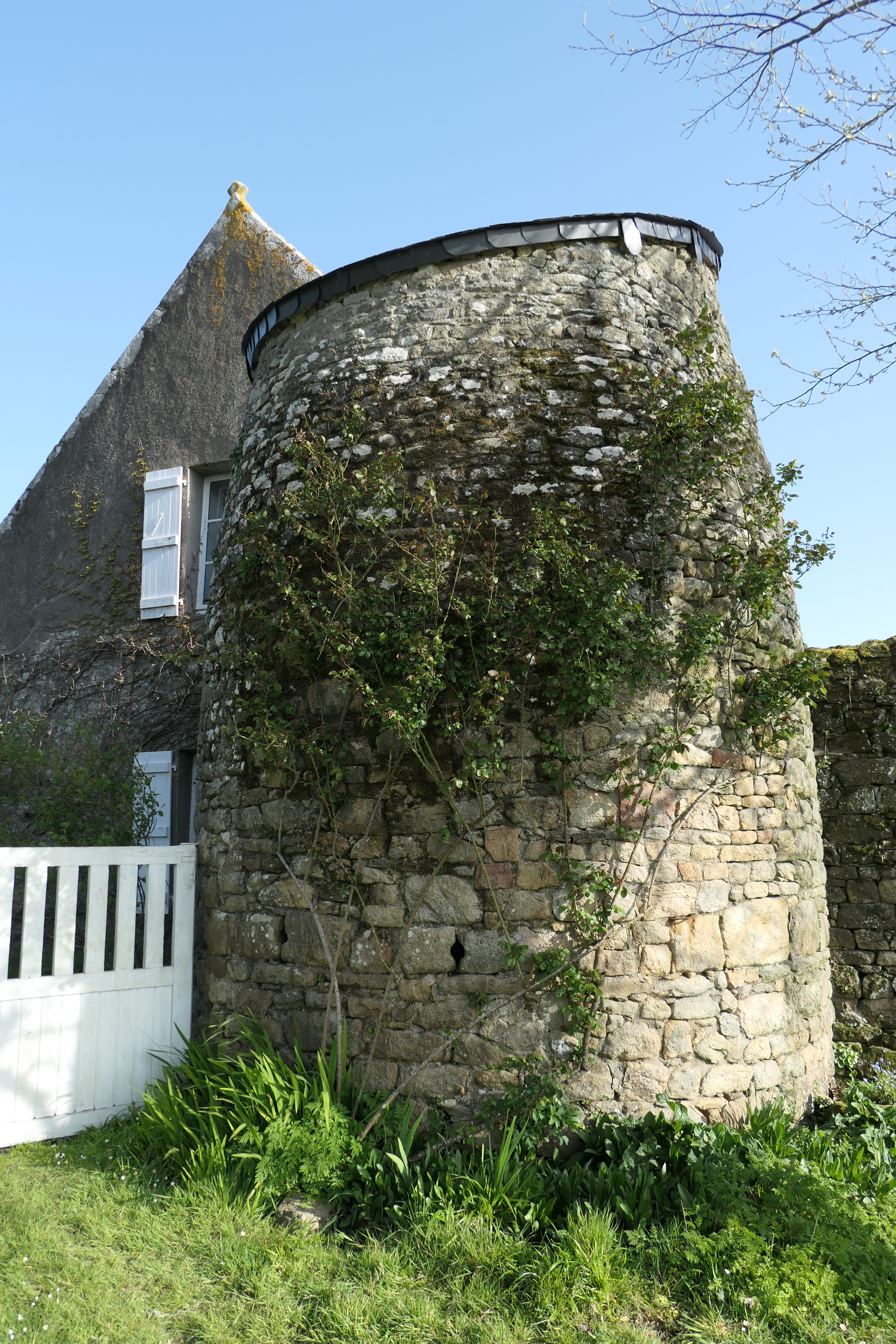